# ۱-پنتین
۱-پنتین (به انگلیسی: 1-Pentyne) با فرمول شیمیایی C۵H۸ یک ترکیب شیمیایی با شناسه پاب‌کم ۱۲۳۰۹ است. که جرم مولی آن ۶۸٫۱۲ g/mol می‌باشد. شکل ظاهری این ترکیب، مایع بی‌رنگ است.